# 亀山理平太

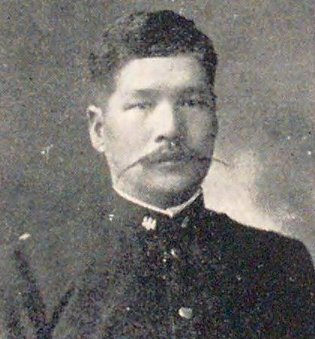
亀山理平太

亀山 理平太（かめやま りへいた、1872年1月26日〈明治4年12月17日〉 - 1915年3月4日）は、日本の内務官僚。官選徳島県知事。地方行政官である。族籍は岡山県平民。

## 経歴
岡山県御野郡今村に生まれる。岡山平民・亀山吉郎の三男。1898年7月、東京帝国大学法科大学政治学科を卒業し、法学士の称号を受く。同年12月、文官高等試験に合格。土木監督署書記となり、内務省に出仕し更に土木局に勤務する。山形県警部長を経て、1903年6月、長崎県警部長に就任。
1905年2月、統監府警視となり、次に釜山理事庁理事官を務める。1910年9月、台湾総督府に転じ民政部内務局長に就任。1911年10月、警視総長に転じ民政部地方部長を兼務した。
1915年1月、徳島県知事に着任後、地方官会議に出席の帰途、立ち寄った岡山県御津郡今村（現岡山市）の兄宅で発病し療養に努めたが、同年3月に死去した。

## 人物
1905年、家督を相続した。

## 栄典
- 1906年（明治39年）4月1日 - 明治三十七八年従軍記章[5]
- 1910年（明治43年）4月26日 - 大韓帝国韓国皇帝陛下南西巡幸記念章[6]

## 家族・親族
亀山家
- 父・吉郎（岡山平民）[2]
- 妻・佐登（1874年 - ?、岡山、吉田虎吉の妹）[2]
- 長男・孝一（1900年 - 1979年、内務官僚・衆議院議員）
- 二男・徳二（1902年 - ?）[2]
- 三男・信三（1908年 - ?）[2]